# Suttle Lake
Der Suttle Lake ist ein natürlicher See in der Nähe des Hauptkamms der Kaskadenkette im westlichen Oregon in den Vereinigten Staaten. Der See bedeckt eine Fläche von rund einem Quadratkilometer. Seinen Namen erhielt er zu Ehren von John Settle. Er liegt innerhalb des Deschutes National Forest. Das Gebiet um den Suttle Lake ist eines der am stärksten frequentierten Erholungsgebiete in diesem Teil des Bundesstaates. Am Ufer des Sees liegen drei große Campingplätze sowie zwei weitere Areale für Tagesausflügler erstrecken sich an seinem südlichen Ufer. Das Oregon Department of Fish and Wildlife bestückt den See regelmäßig mit Regenbogenforellen.

## Lage
Suttle Lake liegt in der Kaskadenkette im Westen des Jefferson County in einer Höhe von 1049 m. Der See liegt im Deschutes National Forest, 21 km westlich von Sisters und 145 km östlich von Salem im Willamette Valley. U.S. Highway 20 führt nördlich an dem See vorbei, während die Strecke in Richtung des Santiam Pass ansteigt, der 8 km westlich des Sees liegt.
Suttle Lake ist ein Resultat der Vergletscherung während des Pleistozän, in welchem die Berge der Kaskadenkette von Eis bedeckt waren. Ein Gletscher höhlte ein tiefes Tal aus und hinterließ eine Seitenmoräne, die im Laufe der Zeit Wasser am Abfließen hinderte und so den See erschaffen hat. In der Gegenwart liegt der Suttle Lake in einem langen, engen Tal mit relativ steilen Flanken im Norden und Süden.

## Geschichte
Die Indianer lebten schon etwa 10.000 Jahre vor der Ankunft der ersten europäischen Pioniere, die den See entdeckten und seine Lage aufzeichneten. Über Jahrhunderte hinweg nutzten die Indianer die Pfade über den Santiam Pass, um vom Willamette Valley nach Zentraloregon zu gelangen. Am Suttle Lake, direkt östlich des Passes, fanden sie einen Platz zum Lagern, Fischen und Sammeln von Früchten.
Suttle Lake erhielt seinen Namen zu Ehren von John Settle, einem frühen Siedler im Gebiet von Lebanon im Willamette Valley. Settle war einer der Macher und Hauptinvestoren der Willamette Valley and Cascade Mountain Military Wagon Road, die Mitte der 1860er Jahre erbaut wurde. Er überwachte einen Teil des Straßenbaus und fand 1866 auf der Jagd den See, der heute seinen Namen trägt. Dieser wurde zwar nach Settle benannt, doch wurde sein Name falsch als „Suttle“ geschrieben, als der Name offiziell registriert wurde.
Suttle Lake wurde 1898 Bestandteil der Cascade Range Forest Reserve. Der See war bis 1908 Bestandteil der Cascade Reserve und später des Cascade National Forest, dann wurde das Gebiet dem neugebildeten Deschutes National Forest angegliedert.
In den 1920er Jahren erlaubte der United States Forest Service eine teilweise Erschließung des Seeufers und genehmigte die Nutzung für ein kirchliches Sommerlager, ein Blockhaus und einige kleine Hütten. Der Forest Service richtete außerdem drei öffentliche Campingplätze am Seeufer ein. Heute gehören der Suttle Lake und der ihn umgebende Wald zum Sisters Ranger District, einer administrativen Untereinheit des Deschutes National Forest. Der Fischfang am See unterliegt der Kontrolle durch das Oregon Department of Fish and Wildlife.

## Einzugsgebiet
Suttle Lake liegt an der Ostflanke der Kaskadenkette im zentralen Oregon. etwa acht Kilometer östlich des Santiam Pass. Der größte Teil des Seewassers ist zu Tage tretendes Grundwasser. Sein einziger ganzjährig Wasser führender Zufluss ist der Link Creek, der in das westliche Ende des Sees mündet und ihm Wasser von Blue Lake zuführt. Der einzige Abfluss des Sees ist der Lake Creek, der am Ostende des Sees beginnt und schließlich bei Camp Sherman in den Metolius River mündet.
Das Einzugsgebiet des Sees umfasst eine Fläche von 55 Quadratkilometern. Es wird von einem gemischten Nadelwald bedeckt, und durchschnittlich fallen hier zwischen 1370 und 2030 mm Niederschlag pro Jahr. Zu den häufigsten Baumarten in seinem Einzugsgebiet gehören Ponderosa-Kiefer, Lodgepole Pine (Pinus contorta subsp. latifolia) und Banks-Kiefer, außerdem Douglas-Tanne und andere Tannenarten. Aufgrund dessen liegt das Einzugsgebiet des Sees unter einen Decke dichten Waldes, doch die Verbreitung des Schädlings Choristoneura freemani, einer englisch Western Spruce Budworm genannten Schmetterlingsart, führt 1993 zu epidemischen Ausmaßen, und große Gebiete in dem Gebiet wurden entwaldet. Ein Waldbrand vernichtete 2003 einen Teil des Waldes am See.

## Umweltbedingungen und Ökologie
Suttle Lake ist somit ein natürlicher See, der eine Fläche von 102 Hektar einnimmt und ein Einzugsgebiet von 55 km² umfasst. Der See ist ungefähr 2,3 km lang und 650 m breit. Die durchschnittliche Tiefe beträgt etwa 13,5 m, die größte Wassertiefe beträgt rund 23 m. Der Grund des Sees besteht hauptsächlich aus Sand, Kies und Fels, doch in einigen tieferliegenderen Bereichen des Grundes sind Detritus und Sedimente vorhanden. Die Uferbereiche bestehen hauptsächlich aus Kies und Fels.
Die chemische Zusammensetzung des Wassers ist normal, mit Ausnahme einer relativ hohen Konzentration von Phosphor, die das Wachstum von Phytoplankton begünstigt. An der Peripherie des Sees sind in einer schmalen Zone bis in eine Tiefe von etwa sechs Metern Wasserpflanzen vorhanden, doch der größte Teil des Sees ist zu tief für das Wachstum von Wasserpflanzen.
Eine Reihe von Studien hat sich mit der Umwelt und der Wasserqualität des Sees beschäftigt. Dabei wurde ermittelt, dass die Transparenz des Wassers 1940 eine mit der Secchi-Scheibe ermittelte Tiefe von 10,7 m ergab, und zu Beginn der 1970er Jahre schwankte diese zwischen 4,3 und 4,9 m. Eine weitere Secchi-Messung im Jahr 1982 zeigte, dass sich dieser Wert auf 6,7 m erhöht hatte.
Das Oregon Department of Fish and Wildlife regelt den Fischfang im Suttle Lake fishery. Zur Fischpopulation des Sees gehören Regenbogenforellen, Bachforellen, Rotlachse und die Coregoninenart Prosopium williamsoni (engl. Mountain whitefish), die sich weitgehend selbst erhalten. Allerdings stockt die Behörde den Bestand an Regenbogenforellen regelmäßig auf, um ein Gleichgewicht der verschiedenen Fischarten zu halten. Die Bachforellen im See wiegen bis zu 4,5 kg, doch am häufigsten sind Gewichte zwischen 1,4 und 2,3 kg. Der durchschnittliche Rotlachs erreicht Längen zwischen 23 und 25 cm. Prosopium williamsoni erreicht meist Längen von 25 bis 28 cm.
Neben den Fischen bietet der See Habitate für einen Vielfalt von Vogelarten. Vogelbeobachter können vom Ufer des Sees aus Wasservögel und typische Feuchtgebietbewohner sehen. Unter den üblicherweise anwesenden Wasservögeln sind Rothalstaucher, Pazifiktaucher, Eistaucher, Kappensäger, Mittelsäger, Kanadabergente, Brillenente, Amerikanische Samtente, Schellente und Spatelente. Zu den am See vorkommenden Greifvogelarten gehören Rotschwanzbussard, Fischadler und Weißkopfseeadler. Sowohl Fischadler als auch Weißkopfseeadler bleiben normalerweise weit bis in den Herbst am See und ernähren sich von Bachforellen und Rotlachsen, die im Lake Creek zwischen Suttle und Blue Lake laichen.
In dem Waldgebiet, das den See umgibt, sind Goldspecht, Wanderdrossel, Einsiedlerdrossel, Gebirgsmeise, Junko, Kieferntangare, Kanadakleiber, Kron-Waldsänger, Schwirrammer, Singammer, Fichtenkreuzschnabel, Indianergoldhähnchen, Rubingoldhähnchen, der Bergklarino (Myadestes townsendi) und der Diademhäher häufig. Der Wald ist auch Lebensraum für den Westlichen Waldtyrann, den Olivflanken-Schnäppertyrann, den Tannenschnäppertyrann (Empidonax hammondii) und Buschland-Schnäppertyrann (Empidonax oberholseri) sowie für Sängervireo, Andenbaumläufer, Braunkopf-Kuhstärling und Fichtenzeisig. Helmspecht und Haarspecht sind in dem Wald selten geworden, seitdem der See in den 1990er Jahren von der Wicklerart Choristoneura fumiferana befallen wurde.
Suttle Lake und Lake Creek bilden den Lebensraum für eine kleine Population von Neuweltottern. Der gemischte Nadelwald in der Umgebung des Sees ist Lebensraum zahlreicher Säugetiere, sowohl große als auch kleine. Zu den großen Säugetieren zählen Maultierhirsch, Columbia-Schwarzwedelhirsch (Odocoileus hemionus columbianus), Roosevelt-Wapiti, Amerikanischer Schwarzbär, Rotluchs und Puma. Unter den kleinen Säugetieren am Suttle Lake sind Silberdachs, Biber, Nördliches Gleithörnchen, Spitzmäuse und Wühlmäuse.

## Menschliche Nutzung

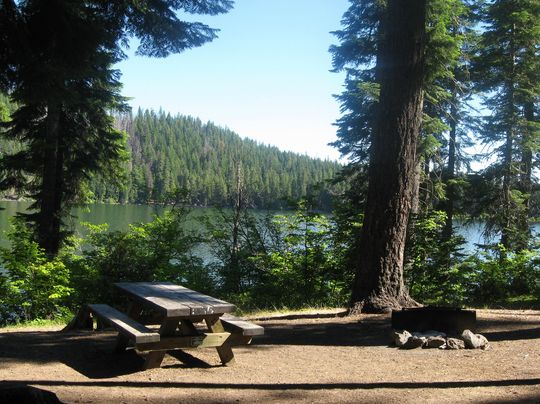
Der Campingplatz Blue Bay liegt oberhalb des Suttle Lake

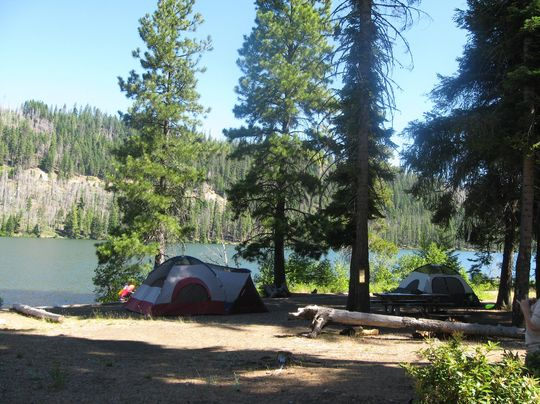
Camper am Südufer des Sees

Der Forest Service hat in den 1920er Jahren damit angefangen, die Nutzung des Sees aktiv zu beeinflussen, als die ersten Genehmigungen ausgegeben wurden. Im Laufe der Jahre hat die Behörde drei Campingplätze aufgebaut und zwei für Tagesausflügler bestimmte Anlagen am Seeufer eingerichtet. Die Campingplätze befinden sich am Südufer des Sees und verfügen über diverse Einrichtungen, die den Campern den Aufenthalt erleichtern.
Auch eine Reihe von Blockhäusern entstand am Suttle Lake, das erste zu Beginn der 1920er Jahre. Das zweite wurde 1931 errichtet und ein drittes folgte 1941. Diese drei Blockhäuser wurden durch Brände vernichtet. Das zuletzt gebaute Blockhaus wurde 1974 instand gesetzt, doch bevor die umgebaute Einrichtung wiedereröffnet wurde, brannte das Bauwerk vollständig nieder. Die heutige Lodge at Suttle Lake befindet sich am östlichen Ende des Sees, direkt nördlich der Stelle, wo der Lake Creek den See verlässt. Die Anlage hat eine Fläche von 930 Quadratkilometer, und das Bauwerk wurde im National Park Service Rustic entworfen. Es gibt zehn Gästezimmer mit offenem Kamin und Blick auf den Wald oder den See. Zum Resort gehören sechs Hütten, von denen eine einst den Wächter des Forest Service beherbergte.
Das erste Sommerlager am Suttle Lake wurde 1921 eingerichtet. In den 1940er Jahren wurden bis zu 300 Personen hier untergebracht. Um die Gäste zu versorgen, wurde 1947 die Pioneer Lodge erbaut, am östlichen Ende des südlich des Lake Creek. Zu der Einrichtung gehörte ein großer Speisesaal, Gemeinschaftsräume und Schlafräume. Zwanzig Hütten wurden ebenfalls erbaut. Die Wesley Meadow Lodge entstand 1981, und ein Wohnhaus für den Direktor wurde 1991 hinzugefügt.

## Erholung
Im Sommer ist der See beliebt für Aktivitäten wie Schwimmen, Angeln, Rudern, Kanufahren, Kajakfahren und Wasserski. Außerdem gibt es Wege für Wanderer, Radfahrer und Reiter. In den Wintermonaten werden die Wege um den See zum Langlauf und von Schneeschuhwanderern genutzt. Außerdem gibt es ein Netz für Schneemobile, und alpiner Skisport ist etwa zehn Kilometer westlich des Sees möglich.

## Belege
1. 1 2 3 4 5 6 7 8 9 10 11 12 13 14 15  Johnson, Daniel M. (Hrsg.) et al., "Suttle Lake" (PDF; 649 kB), Atlas of Oregon Lakes, Oregon State University Press, Corvallis, Oregon, 1985, S. 128–129.
2. 1 2 3 4  Suttle Lake topographic map, United States Geological Survey, United States Department of Interior, Reston, Virginia; displayed via ACME mapper, www.acme.com, 9. April 2012.
3. ↑  Suttle Lake. In: Geographic Names Information System. United States Geological Survey, United States Department of the Interior, abgerufen am 21. Juni 2012 (englisch).
4. 1 2 3 4 5 6 7 8  "Suttle Lake", Deschutes and Ochoco National Forests, United States Forest Service, United States Department of Agriculture, Bend Oregon, 8. April 2012.
5. ↑  Michele Morseth: "Santiam Wagon Road" (Memento vom 19. März 2015 im Internet Archive), Explore the History of Sisters Country, Sisters Country Historical Society, Sisters, Oregon, 2006.
6. 1 2 3  "History", The Lodge at Suttle Lake, www.thelodgeatsuttlelake.com, Sisters, Oregon, 7. April 2012.
7. ↑  Lewis A. und Lewis L. McArthur: „Suttle Lake“, Oregon Geographic Names (7. Auflage), Oregon Historical Society Press, Portland, Oregon, 2003. S. 926.
8. 1 2 3 4 5  "Suttle Lake" (Memento vom 20. August 2011 im Internet Archive), Explore Central Oregon, www.explorecentraloregon.com, Pacific Shore Enterprises, Beaverton, Oregon, 7. April 2012.
9. ↑  Larwence Rakestraw und Mary Rakestraw: „Proclamations and Executive Order 1893-1933“ (Memento vom 3. März 2016 im Internet Archive), History of the Willamette National Forest, Pacific Northwest Region, United States Forest Service, United States Department of Agriculture, Portland, Oregon, 1991.
10. ↑  "About the Forest", Deschutes and Ochoco National Forests, United States Forest Service, United States Department of Agriculture, Bend Oregon, 12. April 2012.
11. 1 2  „Camp History“ (Memento vom 3. Mai 2012 im Internet Archive), Suttle Lake Camp and Retreat Center, www.gbgm-umc.org, Sisters, Oregon, 7. April 2012.
12. 1 2  "Suttle Lake Shoreline Trail" (Memento vom 20. Dezember 2010 im Internet Archive) (PDF; 1,3 MB), Sister Country Trail Guide, Sisters Area Chamber of Commerce, Sisters, Oregon, 7. April 2012.
13. ↑  Maben, Scott, "Wildfire Keeps Grip on Highway 20 West of Sisters" (Memento vom 24. September 2015 im Internet Archive), The Register Guard, Eugene, Oregon, 26. August 2003.
14. 1 2  "Metolius Preserve Bird Checklist" (Memento vom 26. Oktober 2013 im Internet Archive) (PDF; 41 kB), www.deschuteslandtrust.org, Deschutes Land Trust, Bend, Oregon, 13. April 2012.
15. ↑  "Metolius Preserve" (Memento vom 1. Mai 2012 im Internet Archive), www.deschuteslandtrust.org, Deschutes Land Trust, Bend, Oregon, 13. April 2012.
16. ↑  "Blue Bay Campground", Deschutes and Ochoco National Forests, United States Forest Service, United States Department of Agriculture, Bend, Oregon, 7. April 2012.
17. ↑  "South Shore Campground", Deschutes and Ochoco National Forests, United States Forest Service, United States Department of Agriculture, Bend, Oregon, 7. April 2012.
18. ↑  "Link Creek Campground", Deschutes and Ochoco National Forests, United States Forest Service, United States Department of Agriculture, Bend, Oregon, 7. April 2012.
19. ↑  "The Lodge at Suttle Lake" (Memento vom 7. September 2012 im Webarchiv archive.today), Fodor’s Travel Intelligence, Fodor’s Travel Publications, New York, New York, 7. April 2012.
20. ↑  "Warm Weather Activities", The Lodge at Suttle Lake, www.thelodgeatsuttlelake.com, Sisters, Oregon, 14. April 2012.
21. ↑  "Cold Weather Activities", The Lodge at Suttle Lake, www.thelodgeatsuttlelake.com, Sisters, Oregon, 14. April 2012.